# Milene Vázquez
Milene Alexandra Vázquez Cabello (Lima, 6 de agosto de 1974) es una actriz y presentadora de televisión peruana, hija menor de la también actriz Mabel Duclós y el locutor y presentador Osvaldo Vázquez.

## Biografía
Su primera aparición en la TV se dio cuando el 6 de agosto de 1985 grabó para una publicidad de galletas Chomp.
Su primera telenovela fue Boulevard Torbellino, de Iguana Producciones. En el año 2000, interpretó a Paloma en Milagros, de América Producciones, protagonizada por Sonya Smith y Roberto Mateos. Y en 2002 consiguió su primer papel protagónico en la telenovela Qué buena raza.
En 2004 actuó como la malvada antagónica en la telenovela Eva del Edén, de Michel Gómez, junto con Diego Bertie y Mónica Sánchez. Y el año siguiente participó en María de los Ángeles, en el rol antagónico. 
Debutó en cine en la película Mañana te cuento (2005) y en el año 2006 conduce el espacio de farándula Nada personal, para Frecuencia Latina.
En el año 2008, protagonizó la serie de JC Films y Frecuencia Latina Placeres y tentaciones, en la que interpretaba a Dolores y fue dirigida por el cineasta Eduardo Mendoza.
En 2010 regresó a la televisión con el magacín Casi ángeles, para Panamericana Televisión, y en 2011 participó en la telenovela Ana Cristina. En 2014 actúa en la versión peruana del éxito español Pulseras rojas, y ese mismo año inicia la conducción del espacio de medicina y salud Doctor en familia, para Canal 5.
En 2015 protagoniza la película Cementerio general 2, de Dorian Fernández Moris.
En 2024 conduce el pódcast ¡Qué buen floro! junto a Armando Machuca, quien fue su compañero en el programa concurso El gran chef famosos.

## Filmografía

### Series, telenovelas y televisión
- Boulevard Torbellino (1998)
- Latin Lover (2001), como Annie
- Milagros (2000-2001), como Paloma Manrique
- Qué buena raza (2002-2003), como Fiorella Prado Velaochaga[1]
- La mujer de Lorenzo (2003), como Nati López
- Demasiada belleza (2003), como Brenda Alva/Alma de Bissuti
- Eva del Edén (2004), como Margarita Beleño, marquesa Elena
- María de los Ángeles (2004), como Vanessa Larrea
- Placeres y tentaciones (2009), como María Dolores Esperanza
- Ana Cristina (2011), como Paloma Ugarte
- Derecho de familia (2013), 1 episodio como Amanda
- Solamente milagros (2013), 1 episodio como mamá
- Ramírez (2013)
- Goleadores (2014)
- Pulseras rojas (2015), como Lourdes
- Amores que matan (2015), como Flor, Ep.: «Asuntos de todas»
- El regreso de Lucas (2016), como Mercedes Sandoval
- De vuelta al barrio (2017, 2018), como Patricia Patty Gutiérrez Mendoza
- Te volveré a encontrar (2020), como Antonella Valladares de Valdemar
- Maricucha (2022), como María Fernanda Corbacho
- Maricucha 2 como María Fernanda Corbacho
- El gran chef famosos - tercera temporada (2023), como ella misma
- El gran chef famosos - La revancha (2023 - 2024), como ella misma
- Los otros Concha (2024–presente) como Catalina Wissef Sanguinetti.[10]
- La rosa de Guadalupe Perú (2025) como Leticia San Vicente adulta (Episodio: Reflectores).

### Presentadora
- Ventana virtual (2000)
- Grafitti (2000)
- Por las mañanas (2000)
- Nada personal (2005)
- La gran prueba (2007)
- Casi ángeles (2010)
- Doctor en familia, con el doctor Fermín Silva, Clínica La Luz (2015)
- Que buen floro (2024) Podcast con Armando Machuca vía YouTube

### Películas
- Mañana te cuento (2005), como Karen
- Cementerio general 2 (2015), como Fernanda
- Pacificum (2017), como la voz que narra todo el documental
- Caiga quien caiga (2018), como Verónica, exesposa de José Ugaz.
- El Caso Monroy
- Soltera, casada, viuda, divorciada (2022), como Lorena
- Tatuajes en la Memoria como la Madre Viviana